# Yuval Peres
Yuval Peres (em hebraico:  יובל פרס; Jerusalém, 5 de outubro de 1963) é um matemático israelense. Dedicou-se principalmente à teoria das probabilidades.
Peres obteve um doutorado na Universidade Hebraica de Jerusalém em 1990, orientado por Hillel Fürstenberg. Em 1993 foi para o Departamento de Estatística da Universidade da Califórnia em Berkeley, onde tornou-se professor no final da década de 1990.
Em 2001 recebeu o Prêmio Loève. Em 2008 foi palestrante convidado no Congresso Europeu de Matemática em Amsterdam (Internal aggregation with multiple sources) e em 2002 no Congresso Internacional de Matemáticos em Pequim (Brownian intersections, cover times and thick points via trees).
Em 2011 foi um dos matemáticos a receber o Prêmio David P. Robbins pelo artigo Overhang (American Mathematical Monthly 2009).